# Luke J. Wilkins
Luke J. Wilkins (* 15. Mai 1979 in Riggisberg) ist ein Schweizer Schauspieler.
Luke J. Wilkins wurde durch seine Rolle als Christian Toppe in der ARD-Seifenoper Verbotene Liebe bekannt.

## Filmographie
- 2004: Autobahnraser als Karl-Heinz
- 2005: Dr. Sommerfeld – Zwischen allen Stühlen als Benjamin Kürschner
- 2005: Mittsommer als Martin
- 2006:  Wiedersehen am Shanon River
- 2009: House of Boys als Dean

## TV-Serien
- 1999–2001: Verbotene Liebe als Christian Toppe
- 2001: Für alle Fälle Stefanie als Vincent Kopek
- 2002: Die Nesthocker – Familie zu verschenken als Leo Claasen
- 2003: In aller Freundschaft als René Schmidt
- 2003: Wilde Jungs als Steffen
- 2003: Unser Charly
- 2005: Stromberg als Knut
- 2005: Die Wache als Wolfgang Böhmer
- 2005: Mit Herz und Handschellen als Sebastian van Heugen
- 2008: Dell & Richthoven als Charly